# Ferdo Šišić
Ferdo Šišić (Vinkovce, 1869. március 9. – Zágráb, 1940, január 1.), horvát történész.

## Élete
Šišić 1869-ben született a kelet-szlavóniai Vinkovce városában. Miután 1888-ban elvégezte az általános és középiskoláit, a zágrábi egyetem filozófiai karán tanult, és 1892 nyarán tanári oklevelet szerzett. Ezután Bécsben folytatta tanulmányait, ahol olyan személyekkel (Vatroslav Jagić és mások) találkozott, akik szakmai elhivatottságában erősítették meg. Šišić a hatodik félév után visszatért Zágrábba, ahol részt vett Tadija Smičiklas és Tomislav Maretić előadásain. 1892-1902 között többnyire tanárként dolgozott. 1892-től 1893-ig Gospićban, majd 1894-ig Zágrábban, végül 1902-ig Eszéken tanított.
1900-ban doktorált a zágrábi egyetemen „Zára és Velence 1159-től 1247-ig” című disszertációjával. 1902-ben habilitált „Miha Madijev de Barbezanis” című munkájával, és a 12. és 14. század közötti (1409-ig) horvát történelem magánprofesszora lett. 1908-ban felfüggesztették, de 1909-től újra rendes egyetemi tanár. 1910-ben a Jugoszláv Tudományos és Művészeti Akadémia tagja lett. Az 1937/38-as félév nyaráig folyamatosan egyetemi tanárként dolgozott, majd 1939-ben önkéntes korengedményes nyugdíjba vonult. 1940. január 1-jén halt meg Zágrábban.

## Történészi munkássága
Tudósként elsősorban a horvátországi kora középkori és középkori története érdekelte. Legnagyobb műve a „Povijest Hrvata u vrijeme narodnih vladara” (Horvátok története a nemzeti uralkodók idején), míg a legnépszerűbb műve a Jaroslav Šidak által szerkesztett és csaknem öt évtizede széles körben használt „Pregled povijesti hrvatskog naroda” (Áttekintés a horvát nép történetéről). A „Povijest Hrvata za kraljeva iz doma Arpadovića (1102.-1301.)” (A horvátok története Árpád-ház királyai alatt 1102-1301) befejezetlen műve, mely a halála után jelent meg. Šišić további jelentős könyvei a Hrvoje Vukčić Hrvatinićről szóló fontos monográfia és „A dukljai pap krónikája” kritikai kiadása. A későbbi korszakok (a 15. és 19. század közötti) horvát történelemről készített összeállításai nem olyan értékesek, mint a horvát kora középkor korszakos története.
Ferdo Šišić munkásságát szisztematikus, tárgyilagos és tájékozott szemlélet jellemzi. Opusa azonban a „genetikai történetírás”, illetve a „levéltárosi szemlélet” csúcspontja, amely türelmesen szövi a választott korszak faliszőnyegét anélkül, hogy olyan találgatásokba bocsátkozna, amelyek az archív anyagok által nyitva hagyott hézagok betöltéséhez szükségesek. A horvát történetírást is csak a 20. század második felében uralta a demográfia, a kulturológia, a gazdaságtörténet és a művészet ötvözete, a multidiszciplináris megközelítés, amely Šišićet a felbecsülhetetlen alapokat lerakó, de szerepét nem vállaló klasszikus helyzetébe sodorta, de nem lehetett modell a kortárs történettudomány számára.
Šišić politikusként 1908 és 1917 között a horvát-szerb koalíció tagjaként, a vinkovcei körzet képviselőjeként tevékenykedett a horvát országgyűlésben. Ezután csatlakozott Tomassich Miklós bánhoz és a Népi Haladás Pártjához, amelynek 1911-ben titkára volt. Életrajzírói időnként beszélnek Šišić politikai állhatatlanságáról, anyagi ambícióiról, gyenge jelleméről és opportunizmusáról. De Šišić politikusként nem érdekes és nem is releváns. A horvát kultúrához és tudományhoz való maradandó hozzájárulása a több mint 450 művet magában foglaló, gigantikus és gondos történetírói műve.

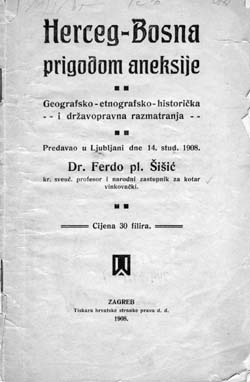
„Herceg-Bosznia az annektálás alkalmával - földrajzi-néprajz-történeti és államjogi megfontolások” című tanulmányának címlapja 1908-ból.

Munkásságának másik lényeges eleme az élete során felépített személyes könyvtára, amely több mint 20 000 tételt (könyveket, cikkeket, történetírási gyűjteményt) tartalmaz. Amikor meghalt, ezek a könyvek a zágrábi Horvát Állami Levéltár gyűjteményének legértékesebb részévé váltak. Szakértő levéltárosként Šišić szorgalmasan gyűjtötte az anyagokat számos horvátországi gyűjteményből, de Magyarországról, Ausztriából, Nagy-Britanniából, Franciaországból, Olaszországból, Belgiumból, Csehországból és Szlovákiából is.

## Művei
- Hrvoje Vukčić Hrvatinić i njegovo doba (1350-1416.), Zagreb 1902.
- „Bosna pod turskim gospodstvom”, in Prilozi hrvatstvu Bosne i Hercegovine. (szöveggyűjtemény, szerk. Milenko Brkić), PCC Međugorje, Studenci 1995, 215-221.
- Nekoliko isprava iz početka XV. stoljeća, Starine JAZU 39, Zagreb 1938, 129-320.
- „Izvori bosanske povijesti” in:Povijest Bosne i Hercegovine od najstarijih vremena do godine 1463., Első könyv, 3. kiadás, HKD Napredak, Sarajevo 1998., 1-38.
- Hrvatska povijest I-III, Zagreb 1906-1913.
- Priručnik izvora hrvatske historije, Zagreb 1914.
- Pregled povijesti hrvatskog naroda (do 1873.g.), Zagreb 1916.
- Geschichte der Kroaten I, Zagreb 1917.
- Pregled povijesti hrvatskog naroda (do 1790), Zagreb 1922.
- Povijest Hrvata u vrijeme narodnih vladara I, Zagreb 1925.
- Povijest Hrvata u vrijeme narodnih vladara (az 1925-ös kiadás utánnyomása), Nakladni zavod MH, Biblioteka Hrvatske povjesnice, Zagreb 1980.
- Povijest Hrvata za kraljeva iz doma Arpadovića, Zagreb 1944.
- Pregled povijesti hrvatskog naroda od najstarijih dana do godine 1873., (sajtó alá rendezte Jaroslav Šidak), Zagreb 1962.

## Díjak
1911: A gróf Ivan Nepomuk Drašković Alapítvány irodalmi díja „Hrvatska povijest. III. dio: Od god. 1790. do god. 1847.” (Horvát történelem III. rész, 1790-től 1847-ig) című művéért.

## Fordítás
- Ez a szócikk részben vagy egészben  a   Ferdo Šišić című angol Wikipédia-szócikk ezen változatának fordításán alapul.  Az eredeti cikk szerkesztőit annak laptörténete sorolja fel. Ez a jelzés csupán a megfogalmazás eredetét és a szerzői jogokat jelzi, nem szolgál a cikkben szereplő információk forrásmegjelöléseként.
- Ez a szócikk részben vagy egészben  a   Ferdo Šišić című horvát Wikipédia-szócikk ezen változatának fordításán alapul.  Az eredeti cikk szerkesztőit annak laptörténete sorolja fel. Ez a jelzés csupán a megfogalmazás eredetét és a szerzői jogokat jelzi, nem szolgál a cikkben szereplő információk forrásmegjelöléseként.